# Perrierella audouiniana
Perrierella audouiniana is een vlokreeftensoort uit de familie van de Aristiidae. De wetenschappelijke naam van de soort is voor het eerst geldig gepubliceerd in 1857 door Bate.